# Tuomas Immonen
Tuomas Immonen (ur. 16 maja 1983 w Varkaus) – fiński hokeista.

## Kariera
- SaPKo U16 (1998-1999)
- KalPa U18 (1999-2000)
- KalPa U20 (2000-2002)
- KalPa (2001-2002)
- HPK (2002-2006)
  -  HPK U20 (2002-2003)
  -  Pelicans (2003)
- Herning Blue Fox (2006)
- Jukurit (2006-2007)
- Sport (2007-2011)
- Cracovia (2011-2012)
- Scorpions de Mulhouse (2012-2013)

Wychowanek klubu Warkis. Karierę juniorską rozwijał w klubach KalPa i HPK. Występował w rodzimych rozgrywkach Liiga i Mestis. Od 2011 zawodnik Cracovii. Od maja 2012 zawodnik francuskiego klubu z Mulhouse w Ligue Magnus.
W barwach Finlandii uczestniczył w turnieju mistrzostw świata juniorów do lat 20 w 2003.

## Sukcesy
Reprezentacyjne
- Brązowy medal mistrzostw świata juniorów do lat 20: 2003

Klubowe
- Brązowy medal Mestis: 2002 z KalPa
- Brązowy medal mistrzostw Finlandii: 2003, 2005 z HPK
- Złoty medal mistrzostw Finlandii: 2006 z HPK
- Złoty medal mistrzostw Danii: 2007 z Herning Blue Fox
- Srebrny medal Mestis: 2007 z Jukurit
- Złoty medal Mestis: 2009, 2011 z Vaasan Sport
- Srebrny medal mistrzostw Polski: 2012 z Cracovią

Indywidualne
- Polska Liga Hokejowa (2011/2012):
  - Piąte miejsce w klasyfikacji asystentów wśród obrońców w sezonie zasadniczym: 16 asyst